# Modulationsrad

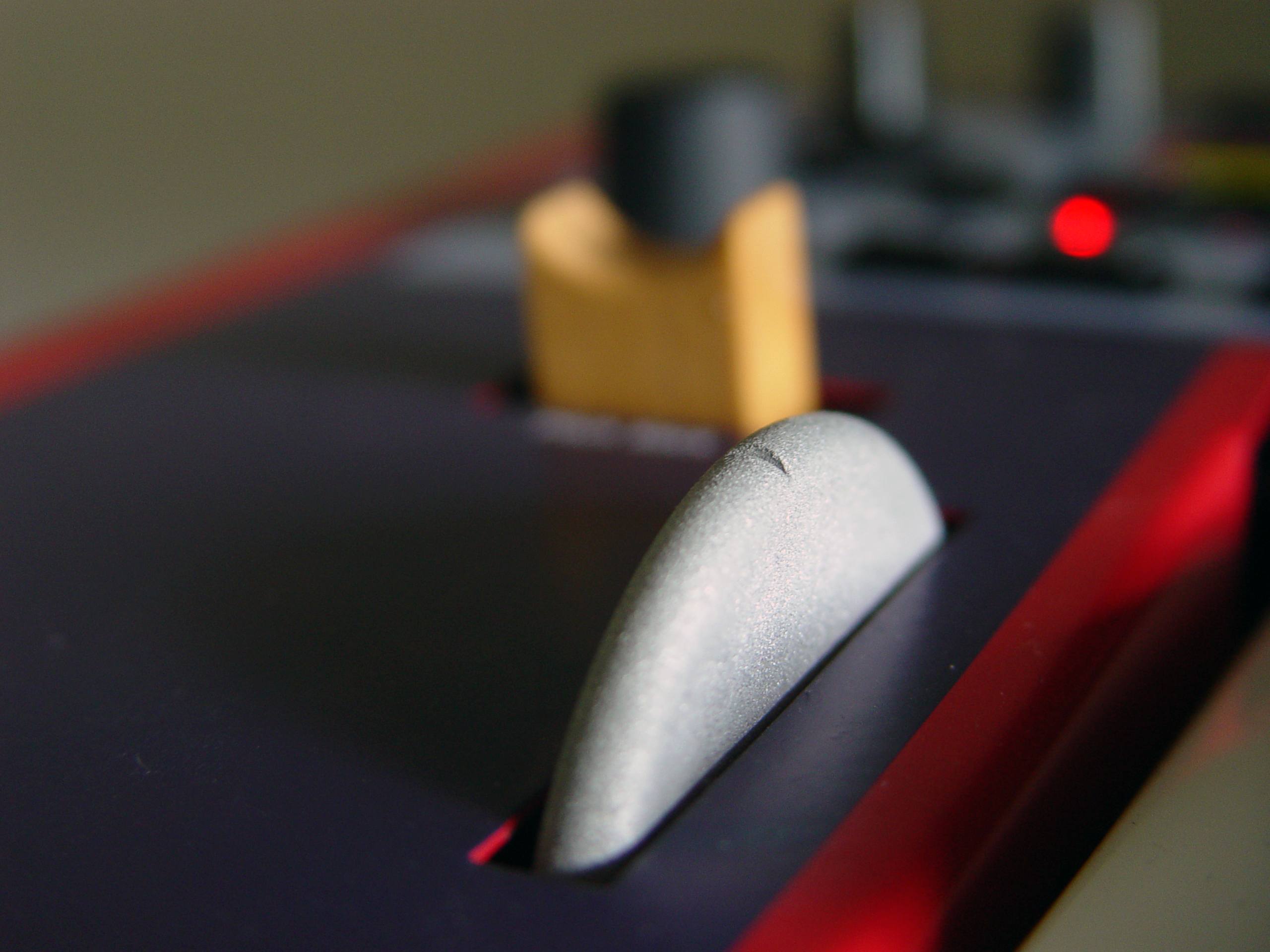
Clavia Nord Modular G2 Modulationsrad

Ein Modulationsrad ist eine Spielhilfe (englisch: controller) elektronischer Tasteninstrumente zur Steuerung verschiedener Klangparameter.
Bei Keyboards bewirkt das Drehen des Modulationsrads in der Regel das Einsetzen und die Intensität des Vibratos. Es können aber auch andere Parameter gesteuert werden, beispielsweise die Tonhöhe (englisch: pitch) oder die Tonhöhen-Modulationsstärke des LFO. Außerdem können Klangüberblendungen mit Hilfe des Modulationsrades gesteuert werden. Dies ermöglicht eine bessere Imitation der Artikulationen der jeweils nachgebildeten Instrumente.
Dem Modulationsrad ist die feste MIDI-Controller-Nummer 1 zugewiesen.